# Wanganella (chi ốc biển)
Wanganella là một chi ốc biển, là động vật thân mềm chân bụng sống ở biển trong họ Liotiidae.

## Các loài
Các loài trong chi Wanganella gồm có:
- Wanganella ruedai Rolan & Gubbioli, 2000[2]